# سان‌تور
سان‌تور (انگلیسی: SunTour) شرکت دوچرخه‌سازی تایوانی است، که سال ۱۹۱۲ تأسیس شد.